# 駐日ウガンダ大使館
駐日ウガンダ共和国大使館（ちゅうにちウガンダきょうわこくたいしかん）は、ウガンダが日本の首都東京に設置している大使館である。
1973年12月に開設され、1987年8月に財政事情により閉鎖されるも、1994年9月に再開された。
2023年11月に現住所へ移転。旧住所は「東京都渋谷区鉢山町9-23」であった。

## 所在地
東京都港区赤坂九丁目6-44 乃木坂フォレスト 3F

## 大使
2023年6月16日より、カーフワ・トーファス閣下が特命全権大使を務めている。